# Haim Gaifman
Haim Gaifman (* 1934) ist ein israelischer Mathematiker, Logiker und Philosoph.
Haim Gaifman erhielt 1958 den Master of Science Abschluss an der Hebräischen Universität Jerusalem. Dort war er Student von Abraham Robinson und Jehoschua Bar-Hillel, der ihn auch zu Rudolf Carnap an die University of California, Los Angeles vermittelte. 1962 wurde er mit der Dissertation Two Contributions to the Theory of Boolean Algebras unter Alfred Tarski an der University of California, Berkeley promoviert. Er arbeitete als Professor für Mathematik an der Hebräischen Universität, an der er heute Emeritus ist.
Gaifman forscht auf dem Gebiet der mathematischen Logik und Mengenlehre. Er führte die Technik der iterierten Ultraprodukte ein, arbeitete über Modelle der Peano-Arithmetik sowie über Grundlagen der Wahrscheinlichkeitstheorie. In der endlichen Modelltheorie sind die Begriffe Gaifman-Graph und Gaifman-Lokalität sowie der Satz von Gaifman mit seinem Namen verbunden. Als Philosoph gilt sein Interesse der Sprachphilosophie und der Philosophie der Mathematik.